# Liste der Kellergassen in Judenau-Baumgarten
Die Liste der Kellergassen in Judenau-Baumgarten führt die Kellergassen in der niederösterreichischen Gemeinde Judenau-Baumgarten an.
| Foto |                 | Kellergasse | Standort                               | Beschreibung |
| ---- | --------------- | ----------- | -------------------------------------- | --- |
| BW   | Datei hochladen |             | KG: Baumgarten am Tullnerfeld Standort | Die einseitige Einzelkellergasse liegt südlich außerhalb des Orts, in der Ebene und in Hanglage. Sie umfasst 17 Gebäude, mehrheitlich traufständig, auf 400 Metern Länge. Mehr als die Hälfte der Keller ist erneuerungsbedürftig. Die älteste Datierung stammt von 1922. |
| BW   | Datei hochladen | Mühlgraben  | KG: Judenau Standort                   | Das Kellergassensystem besteht aus einem Hohlweg, beidseitig mit Kellern, mit dem Straßennamen Kellergasse und einer einseitigen Kellerreihe an einer Geländekante in der Burgstallbergstraße. Es umfasst 35 Gebäude auf 340 Metern Länge. Die Keller wurden westlich außerhalb des Orts angelegt, doch reicht heute das Siedlungsgebiet schon bis zu den Kellergassen. Mehr als die Hälfte der Keller ist erneuerungsbedürftig. Die älteste Datierung stammt von 1728. |

| Foto:                    | Fotografie der Kellergasse (Gesamtheit). Klicken des Fotos erzeugt eine vergrößerte Ansicht. Daneben finden sich zwei Symbole: \| Weitere Bilder vorhanden \| Das Symbol bedeutet, dass weitere Fotos des Objekts verfügbar sind. Durch Klicken des Symbols werden sie angezeigt. \| \| Eigenes Foto hochladen \| Durch Klicken des Symbols können weitere Fotos des Objekts in das Medienarchiv Wikimedia Commons hochgeladen werden. \| |
| Name:                    | Bezeichnung der Kellergasse |
| Standort:                | Es ist die Katastralgemeinde (KG) angegeben. Durch Aufruf des Links Standort wird die Lage der Kellergasse in verschiedenen Kartenprojekten angezeigt. |
| Beschreibung             | Kurze Beschreibung der Kellergasse |
| Weitere Bilder vorhanden | Das Symbol bedeutet, dass weitere Fotos des Objekts verfügbar sind. Durch Klicken des Symbols werden sie angezeigt. |
| Eigenes Foto hochladen   | Durch Klicken des Symbols können weitere Fotos des Objekts in das Medienarchiv Wikimedia Commons hochgeladen werden. |